# Női 200 méteres mellúszás az 1974-es úszó-Európa-bajnokságon
Az 1974-es úszó-Európa-bajnokságon a női 200 méteres mellúszás versenyeit augusztus 19-én rendezték. A versenyszámban 25-en indultak. A győztes az NDK-beli Carla Linke lett, aki a selejtezőben és a döntőben is világcsúcsot úszott. A magyar induló Kiss Éva a 7., Kaczander Ágnes a 8. helyen végzett.

## Rekordok
|            | Név                | Nemzet | Idő     | Helyszín | Dátum           |
| ---------- | ------------------ | ------ | ------- | -------- | --------------- |
| világcsúcs | Anne-Katrin Schott | NDK    | 2:37,89 | Rostock  | 1974. július 6. |

A versenyen új rekord született:
| világcsúcs | selejtező | Carla Linke | NDK | 2:37,44 | Bécs, Ausztria | augusztus 19. |
| világcsúcs | döntő     | Carla Linke | NDK | 2:34,99 | Bécs, Ausztria | augusztus 19. |

## Eredmények
A rövidítések jelentése a következő:
| - Q: továbbjutás időeredmény alapján - ECR: Európa-bajnoki rekord | - WR: világ rekord - ER: Európa-rekord | - NR: országos rekord |

### Selejtezők
| Helyezés | Futam | Név                 | Nemzet             | Idő     | Megj. |
| -------- | ----- | ------------------- | ------------------ | ------- | ----- |
| 1        | 3     | Carla Linke         | NDK                | 2:37,44 | Q, WR |
| 2        | 4     | Anne-Kathrin Schott | NDK                | 2:41,24 | Q     |
| 3        | 2     | Marina Jurcsenja    | Szovjetunió        | 2:42,54 | Q     |
| 4        | 1     | Wijda Mazereeuw     | Hollandia          | 2:42,99 | Q     |
| 5        | 1     | Kaczander Ágnes     | Magyarország       | 2:43,28 | Q     |
| 6        | 3     | Britt-Marie Smedh   | Svédország         | 2:44,33 | Q     |
| 7        | 2     | Kiss Éva            | Magyarország       | 2:44,79 | Q     |
| 8        | 4     | Dagmar Rehak        | NSZK               | 2:46,40 | Q     |
| 9        | 3     | Sandra Dickie       | Egyesült Királyság | 2:47,09 |       |
| 10       | 2     | Irena Fleissnerová  | Csehszlovákia      | 2:47,39 |       |
| 11       | 1     | Ann-Sofie Roos      | Svédország         | 2:47,73 |       |
| 12       | 3     | Susanne Nielsson    | Dánia              | 2:47,77 |       |
| 13       | 1     | Olga Luszkatova     | Szovjetunió        | 2:47,92 |       |
| 14       | 2     | Maj-Britt Nielsen   | Dánia              | 2:49,60 |       |
| 15       | 4     | Christa Freitag     | NSZK               | 2:50,71 |       |
| 16       | 2     | Colette Crabbe      | Belgium            | 2:50,86 |       |
| 17       | 2     | Anna Skolarczyk     | Lengyelország      | 2:51,00 |       |
| 18       | 4     | Muriel Schmitt      | Franciaország      | 2:51,90 |       |
| 19       | 3     | Margarite Armengol  | Spanyolország      | 2:52,31 |       |
| 20       | 4     | Verena Waldner      | Ausztria           | 2:52,97 |       |
| 21       | 1     | Elin Knag           | Norvégia           | 2:53,30 |       |
| 22       | 3     | Béatrice Mottoulle  | Belgium            | 2:53,95 |       |
| 23       | 4     | Paola Morozzi       | Olaszország        | 2:54,57 |       |
| 24       | 2     | Ulla Teppo          | Finnország         | 2:57,30 |       |
| 25       | 1     | Maria Vlandosszi    | Görögország        | 3:04,11 |       |

### Döntő
| Helyezés | Név                 | Nemzet       | Idő     | Megj. |
| -------- | ------------------- | ------------ | ------- | ----- |
|          | Carla Linke         | NDK          | 2:34,99 | WR    |
|          | Anne-Kathrin Schott | NDK          | 2:38,88 |       |
|          | Marina Jurcsenja    | Szovjetunió  | 2:42,04 |       |
| 4        | Dagmar Rehak        | NSZK         | 2:43,54 |       |
| 5        | Britt-Marie Smedh   | Svédország   | 2:44,21 |       |
| 6        | Wijda Mazereeuw     | Hollandia    | 2:44,59 |       |
| 7        | Kiss Éva            | Magyarország | 2:45,11 |       |
| 8        | Kaczander Ágnes     | Magyarország | 2:46,98 |       |